# Salaparuta
Salaparuta (sicilià Salaparuta) és un municipi italià, dins de la província de Trapani. L'any 2007 tenia 1.781 habitants. Limita amb els municipis de Contessa Entellina (PA), Gibellina, Montevago (AG), Partanna, Poggioreale, Santa Margherita di Belice (AG) i Santa Ninfa.

## Administració
| Període | Identitat     | Partit      |
| ------- | ------------- | ----------- |
| 2004-   | Rosario Drago | Centredreta |